# Macrostomum lignano
Macrostomum lignano és una planària hermafrodita i de vida lliure. És transparent i de mida petita (els adults arriben a mesurar uns 1,7 mm), i forma part de la meiofauna intermareal de la sorra del mar Adriàtic. Originalment emprat com a organisme model en la recerca de biologia del desenvolupament i en l'evolució del pla corporal bilateral,
s'ha expandit a altres camps importants de la recerca com la selecció sexual i els conflictes sexuals, envelliment, ecotoxicologia, i, més recentment, genòmica.

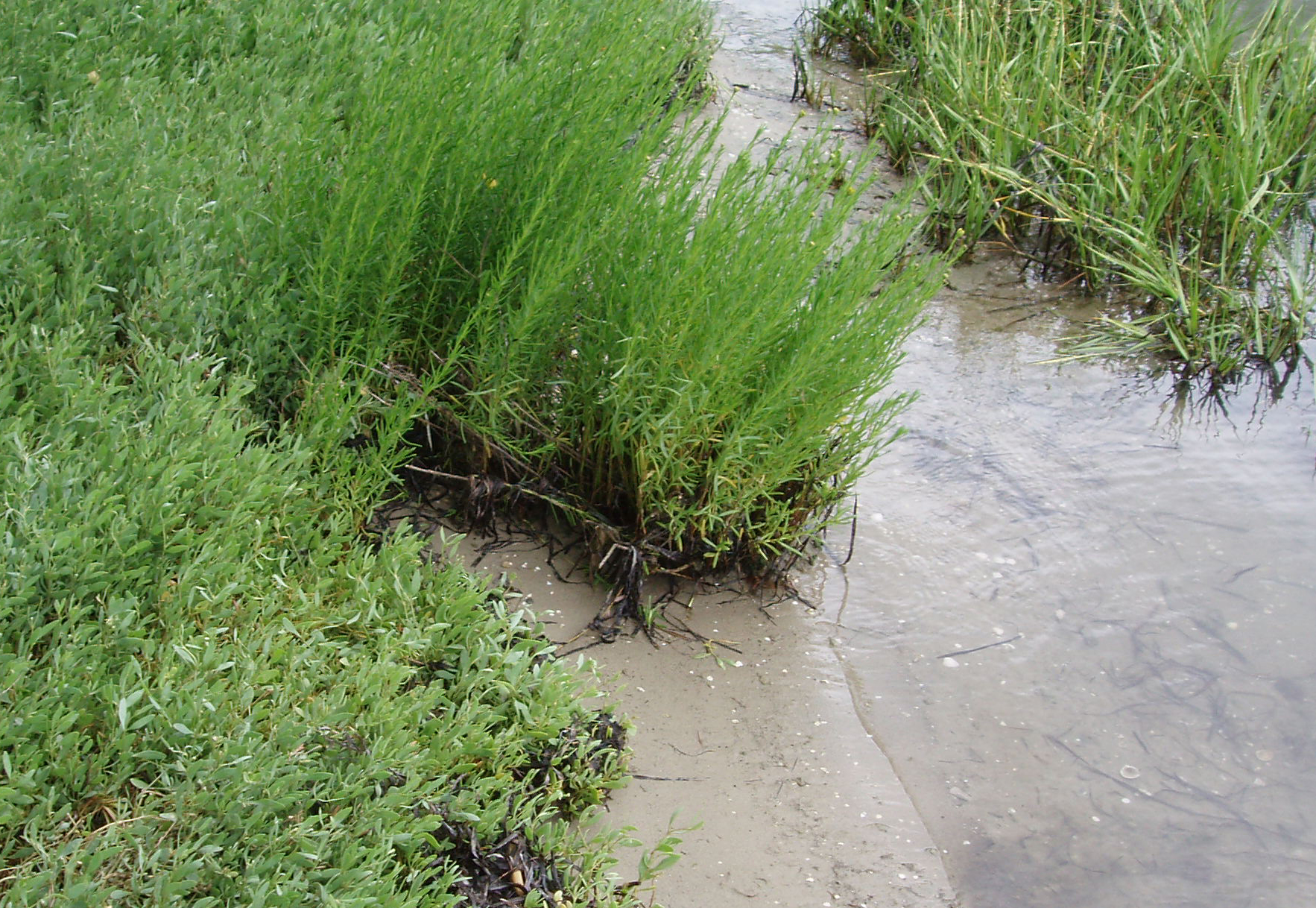
La sorra humida per sobre la marca d'aigua és un hàbitat excel·lent per M. lignano

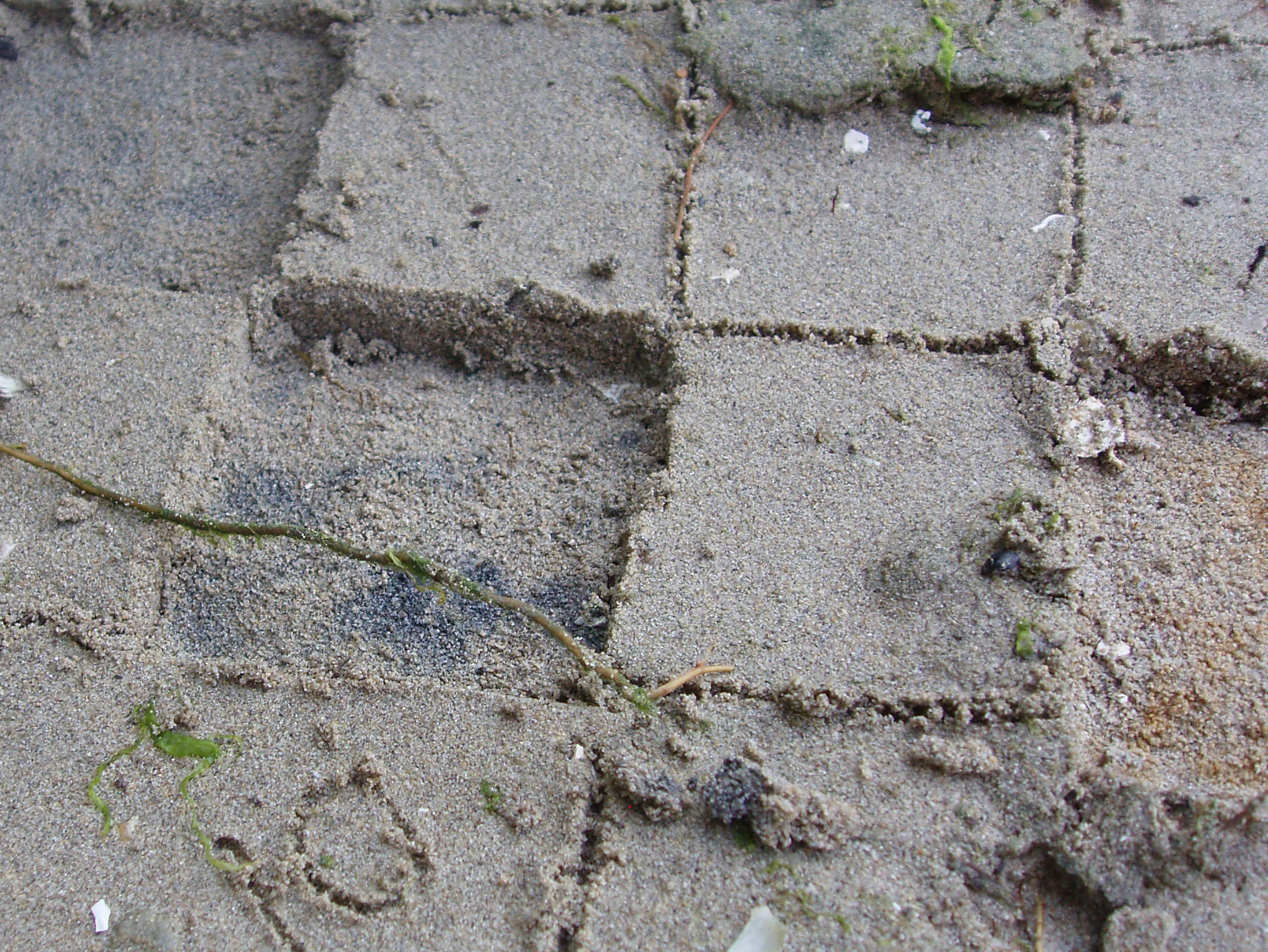
Mostreig de sorra humida amb M. lignano

## Nom
El nom del gènere Macrostomum, que significa "de boca grossa", deriva del Grec μάκρος makros, "gran", i στόμα, stoma, "boca". El nom específic lignano, prové de la localització en que l'espècie ha sigut trobada, les plathes sorrenques i llacs a prop de Lignano Sabbiadoro, Itàlia.

## Biologia
Macrostomum lignano, com totes les altres planàries, és un bilateral sense segmentar i de cos tou, sense celoma, i sense òrgans circulatoris o respiratoris. A diferència de moltes altres planàries, el seu cos no és aplanat sinó arrodonit en secció transversal, la difusió de l'oxigen i dels nutrients a diferents parts del cos és possible gràcies a la seva mida petita (els adults arriben a fer uns 1,7 mm de longitud).

Macrostomum lignano és un hermafrodita simultani. Els adults (uns 12 dies després de l'eclosió, a 20 °C i amb menjar ad libitum) tenen un parell d'ovaris i un parell de testícles, i produeixen simultàniament gàmetes en les dues funcions sexuals. La reproducció és creuada, amb els cucs copulant recíprocament.

## Ecologia i distribució
Macrostomum lignano forma part de la fauna intersticial en hàbitats sorrencs, a la zona intermareal o per sobre d'aquesta, normalment en els 5-10 mm per sobre. Únicament necessita una mica d'humitat en la sorra per a sobreviure, però es pot trobar sota l'aigua durant la marea alta. Prefereix àrees protegides amb cap o molt poca exposició a les onades com els llacs mareals. M lignano s'alimenta principalment de diatomees, però s'ha observat menjant petits invertebrats, ocasionalment, ous (inclús conespecífics, i a vegades els seus propis). M. lignano es pot trobar sovint amb altres turbel·laris, gastròtrics, nematodes, i nombrosos grups de crustacis com els copèpodes.
La densitat varia enormement, hi poden haver centenars d'individus en una cullera de sopa plena de sorra. Quan les condicions empitjoren, com en casos de dessecació i d'un increment de la salinitat, M. lignano es pot encistar secretant una closca tova que es pot dissoldre en minuts quan les condicions millores.
Avui dia, M. lignano s'ha trobat únicament en localitat a prop de Lignano Sabbiadoro (Itàlia): llacs mareals a la banda est de Bibione i a la Isola di Martinano, platges naturals i semi-naturals de la Laguna di Marano i la Isola Valle Vechia.